# Cynoscionicola pseudoheteracantha
Cynoscionicola pseudoheteracantha är en plattmaskart. Cynoscionicola pseudoheteracantha ingår i släktet Cynoscionicola och familjen Heteraxinidae. Inga underarter finns listade i Catalogue of Life.